# Лауша (Тирингија)
Лауша (њем. Lauscha) град је у њемачкој савезној држави Тирингија. Једно је од 16 општинских средишта округа Зонеберг. Према процјени из 2010. у граду је живјело 3.787 становника. Посједује регионалну шифру (AGS) 16072011.

## Географски и демографски подаци
Лауша се налази у савезној држави Тирингија у округу Зонеберг. Град се налази на надморској висини од 625 метара. Површина општине износи 18,7 km². У самом граду је, према процјени из 2010. године, живјело 3.787 становника. Просјечна густина становништва износи 202 становника/km².